# Ethylzinntrihydrid
Ethylzinntrihydrid ist eine ethylsubstituierte zinnorganische Verbindung.

## Darstellung
Ethylzinntrihydrid kann durch Umsetzung von Ethylzinntrichlorid mit Diisobutylaluminiumhydrid oder Lithiumaluminiumhydrid in Di-n-butylether erhalten werden.
Ebenso ist die Synthese durch Umsetzung von Natriumzinntrihydrid mit Ethyliodid möglich.

## Reaktivität
Durch Umsetzung mit Säuren wird H2 freigesetzt.